# براكسيتيليس فويوروس
براكسيتيليس فويوروس (باليونانية: Πραξιτέλης Βούρος)‏ (5 مايو 1995 بميتيليني في اليونان - ) هو لاعب كرة قدم يوناني في مركز الدفاع. شارك مع منتخب اليونان تحت 17 سنة لكرة القدم ومنتخب اليونان تحت 19 سنة لكرة القدم ومنتخب اليونان تحت 21 سنة لكرة القدم. أما مع النوادي، فقد لعب مع نادي أولمبياكوس.

## وصلات خارجية
- براكسيتيليس فويوروس على موقع قاعدة بيانات كرة القدم.إي يو (الإنجليزية)
- براكسيتيليس فويوروس على موقع Soccerway.com (الإنجليزية)
- براكسيتيليس فويوروس على موقع عالم كرة القدم.نت (الإنجليزية)
- براكسيتيليس فويوروس على موقع AS.com (الإسبانية)